# SV Bad Laer
Der SV Bad Laer (offiziell: Sportverein Bad Laer e. V.) ist ein Sportverein aus Bad Laer im Landkreis Osnabrück.

## Geschichte
Vorläuferverein der heutigen SV Bad Laer war die im Jahre 1931 gegründete DJK Laer. Der heutige Verein wurde am 4. Dezember 1945 als SV Laer gegründet. Der heutige Name wurde im Jahre 1977 angenommen. Dem SV Bad Laer gehören die Abteilungen Badminton, Basketball, Freizeitsport, Fußball, Handball, Rehabilitationssport und Tischtennis und Volleyball an. Früher bot der Verein noch Tennis und Turnen an.

## Basketball
Mit dem Bau der heutigen Heimspielstätte, dem Schul- und Sportzentrum Bad Laer, welches im Volksmund auch als „Dachsbau“ bekannt ist, wurde im Jahre 1990 die Basketballabteilung gegründet.
Die Basketballer sorgten bis 2011 in der Bezirksoberliga für Furore und sind überregional als „Dachse“ bekannt. Mit Daniel Strauch brachte die Nachwuchsarbeit des SV einen späteren Deutschen Meister hervor, der 2010 in die Hall of Fame der EWE Baskets aufgenommen wurde. Im weiblichen Bereich holte die Damenmannschaft 1998 den UBOS-Pokal, der nach der Neuorganisation der Ligastrukturen innerhalb des NBV (2018/2019) Regionspokal heißt.
Nach der COVID-19-Pandemie fokussiert sich die neuformierte Abteilung auf die Arbeit im Herren- und Jugendbereich. Der in seiner Jugend bei den Dachsen aktive American-Football-Spieler Tim Unger nimmt als Kapitän der deutschen Nationalmannschaft an der Europameisterschaft 2025 teil.

## Fußball
Die Fußballer des SV Bad Laer stiegen 1972 in die Bezirksklasse auf und schafften auf Anhieb den Durchmarsch in die Bezirksliga. Nach nur einem Jahr ging es wieder hinunter in die Bezirksklasse, wo die Laerer 1976 Vizemeister hinter dem VfL Kloster Oesede wurden. Drei Jahre später gelang die Qualifikation für die Bezirksliga. Das Entscheidungsspiel um die Vizemeisterschaft gegen den BSV Holzhausen wurde im neutralien Oesede mit 2:0 nach Verlängerung gewonnen. Nach zwei Jahren ging es 1981 wieder hinunter in die Bezirksklasse, wo die Laerer 1984 Vizemeister hinter den Sportfreunden Oesede wurden. Ein Jahr später gelang der Wiederaufstieg in die Bezirksliga, ehe es 1988 erneut runter in die Bezirksklasse ging. 1994 musste die Mannschaft den Abstieg in die Kreisliga hinnehmen.
Im Jahre 2000 wurde der SV Bad Laer Vizemeister hinter dem VfL Lintorf und setzte sich in der anschließenden Aufstiegsrunde zusammen mit Blau-Weiß Schinkel gegen den SV Kettenkamp durch und kehrten in die Bezirksklasse zurück. In der folgenden Saison 2000/01 stiegen die Laerer als abgeschlagener Tabellenletzter wieder ab. 2005 scheiterte die Mannschaft als Vizemeister der Kreisliga hinter Concordia Belm-Powe in der Aufstiegsrunde am TSV Ueffeln. Danach spielte die Mannschaft noch von 2007 bis 2013, in der Saison 2016/17 sowie ab 2020 in der Bezirksliga.
Mit Kristina Börner (geb. Gessat) brachte der Verein eine Zweitligaspielerin hervor, die im Jahre 2010 mit der U-20-Nationalmannschaft Weltmeisterin wurde. Heimspielstätte ist der Sportplatz an der Mühlenstraße mit einer Kapazität von 1700 Plätzen. Es wird auf Naturrasen gespielt. Im Herbst 2004 wurde eine Sitzplatztribüne eingeweiht.
Am 15. August 2025 findet die Neueröffnung der sanierten Heimspielstätte statt.

## Volleyball
Die Volleyballerinnen des SV Bad Laer schafften im Jahre 2010 den Aufstieg in die 2. Bundesliga Nord. Allerdings musste die Mannschaft als Tabellenletzter der Saison 2010/11 sofort wieder absteigen. Im Jahre 2012 gehörten die Bad Laerinnen zu den Gründungsmitgliedern der Dritten Liga und wurde zwei Jahre später Vizemeister hinter der SG Marmagen-Nettersheim. 2016 und 2017 wurde die Mannschaft Meister der Dritten Liga West und schaffte im Jahre 2017 den erneuten Aufstieg in die 2. Bundesliga Nord. In der Saison 2017/18 qualifizierte sich der Verein erstmals für den DVV-Pokal. Die Saison 2019/20 wurde wegen der COVID-19-Pandemie abgebrochen. Obwohl der Abstieg ausgesetzt wurde, zog der Verein seine Mannschaft in die 3. Liga West zurück. Die weibliche B-Jugend wurde im Jahre 2012 Deutscher Vizemeister. Im Endspiel verlor das Team gegen den Dresdner SC mit 0:2 Sätzen. Im Jahre 2004 richtete der SV Bad Laer die deutsche Meisterschaft der weiblichen E-Jugend aus, wo die Heimmannschaft Vizemeister wurde. Im Jahr 2016 wurden die C-Juniorinnen des SV Bad Laer nach einem Sieg über den Dresdner SC deutscher Meister. Heimspielstätte ist das Schul- und Sportzentrum Bad Laer.

## Persönlichkeiten
- Carina Aulenbrock
- Christine Aulenbrock
- Kristina Börner (geb. Gessat)
- Anika Brinkmann
- Larissa Claaßen
- Anna-Lena Hölmer (geb. Rahe)
- Melanie Keil
- Luisa Keller
- Annika Lambers
- Daniel Strauch
- Jannik Tepe